# Лэнгэм, Уоллес
Уо́ллес Лэ́нгэм (англ. Wallace Langham; род. 11 марта 1965, Форт-Уэрт) — американский актёр кино, телевидения и озвучивания, менее известен как режиссёр и сценарист. Наиболее известен зрителю исполнением роли техника-лаборанта Дэвида Ходжеса в сериалах «C.S.I.: Место преступления» (2003—2015) и «C.S.I.: Вегас» (2021—2024).

## Биография
Джеймс Уоллес Лэнгэм-второй родился 11 марта 1965 года в городе Форт-Уэрт (штат Техас, США). Отца звали Джеймс Уоллес Лэнгэм-старший, он был мастером по ремонту лифтов; мать — Санни, дизайнер по костюмам. С 1985 года начал сниматься в кино и на телевидении, с 1994 года также актёр озвучивания. Поначалу он выбрал себе сценический псевдоним Уолли Уорд (англ. Wally Ward), но в середине 1990-х годов сменил его на Уоллес Лэнгэм.
7 сентября 1998 года у Лэнгэма произошёл конфликт с репортёром гей-таблоида «Звезда» Джоном Лучано. В марте 2000 года актёр был признан виновным в нанесении ему побоев. Он был приговорён к трём годам испытательного срока и к 450 часам общественных работ для благотворительных фондов геев и лесбиянок, а также его обязали пожертвовать 10 000 долларов в Лос-анджелесский ЛГБТ-центр.
Лэнгэм трижды вступал в брак:
1. Лора Лэнгэм (фамилия до брака неизвестна). Брак заключён в 1986 году, расторгнут в 1998. В нём родились двое детей: сын Алекс (1989) и дочь Хлоя (1991).
2. Кэри Энн Ричард, танцовщица фламенко. Брак заключён 3 ноября 2002 года, расторгнут 14 февраля 2012, остался бездетным.
3. Мелисса Вояджис. Брак заключён 30 мая 2015 года.

## Избранная фильмография

### Актёр на широком экране
- 1985 — Ох уж эта наука! / Weird Science — Арт
- 1985 — Дни грома / Thunder Run — Пол
- 1986 — Свой в доску / Soul Man — Барки Пивовар
- 1987 — Амазонки на Луне / Amazon Women on the Moon — рядовой Энсон У. Па́кет (в скетче «Неизвестный солдат»)[5]
- 1988 — Парень-невидимка[англ.] / The Invisible Kid — Милтон МакКлейн
- 1988 — Шоколадная война[англ.] / The Chocolate War — Арчи
- 1989 — Марсиане, убирайтесь домой[англ.] / Martians Go Home — марсианин-вуайерист
- 1990 — Знаки жизни[англ.] / Vital Signs — Гэнт
- 1996 — Майкл / Michael — Брюс Крэддок
- 2003 — Дежурный папа / Daddy Day Care — Джим Филдс
- 2006 — Маленькая мисс Счастье / Little Miss Sunshine — Кирби
- 2006 — С кем бы отведать сыра / I Want Someone to Eat Cheese With — Клод Клоше
- 2008 — Великий Бак Ховард / The Great Buck Howard — Дэн Грин
- 2010 — Социальная сеть / The Social Network — Питер Тиль
- 2012 — Руби Спаркс / Ruby Sparks — Уоррен
- 2012 — Хичкок / Hitchcock — Сол Басс
- 2012 — Халявщики[англ.] / Freeloaders — швед-автолюбитель
- 2013 — Где-то там[англ.] / Somewhere Slow — Пол
- 2014 — Превосходство / Transcendence — доктор Штраус
- 2014 — День драфта / Draft Day — Пит Беглер, генеральный менеджер «Канзас-Сити Чифс»
- 2014 — Заложница 3 / Taken 3 — Майк
- 2016 — Парни со стволами / War Dogs — поставщик Vegas X
- 2016 — ЛБД[англ.] / LBJ — Артур Шлезингер
- 2017 — Битва полов / Battle of the Sexes — Генри
- 2018 — Тёмные отражения / The Darkest Minds — доктор Вайсрой
- 2019 — Ford против Ferrari / Ford v Ferrari — доктор Грэнджер

### Актёр телевидения
- 1985 — Особенные школьные каникулы CBS[англ.] / CBS Schoolbreak Special — Дитя (в эпизоде Ace Hits the Big Time)
- 1986 — Боевая академия[англ.] / Combat Academy — Перри Барнетт
- 1987 — Наш дом[англ.] / Our House — Крис Хьюстон (в 2 эпизодах)
- 1987 — Сумеречная зона / The Twilight Zone — Нельсон Баксли (в эпизоде Time and Teresa Golowitz[англ.])
- 1987 — Особенная продлёнка ABC[англ.] / ABC Afterschool Special — Пол Хендлер (в эпизоде Just a Regular Kid: An AIDS Story)
- 1989 — Мэтлок / Matlock — Деннис Остин (в эпизоде The Cult[англ.])
- 1990 — Джамп-стрит, 21 / 21 Jump Street — Пул (в эпизоде Research and Destroy[англ.])
- 1990 — Мерфи Браун / Murphy Brown — Майкл (в эпизоде The Murphy Brown School of Broadcasting[англ.])
- 1992 — Жизнь продолжается / Life Goes On — Джон Хемингуэй (в эпизоде The Fairy Tale)
- 1992—1998 — Шоу Ларри Сандерса[англ.] / The Larry Sanders Show — Фил, сценарист (в 89 эпизодах[англ.])
- 1993 — Она написала убийство / Murder, She Wrote — Тодд Мерлин (в эпизоде Dead to Rights[англ.])
- 1994 — Мир Дейва[англ.] / Dave's World — Нил (в эпизоде Family Membership)
- 1995—1996 — Новостное радио[англ.] / NewsRadio — разные роли (в 2 эпизодах[англ.])
- 1996 — Скорая помощь / ER — доктор Мелвойн (в эпизоде Doctor Carter, I Presume)
- 1997 — Грейс в огне / Grace Under Fire — Эрик Спенсер (в эпизоде Grace's New Job[англ.])
- 1997—2000 — Салон Вероники[англ.] / Veronica's Closet — Джош Николя Блэр, ассистент Вероники (в 67 эпизодах)
- 1998 — Звёздный путь: Вояджер / Star Trek: Voyager — Флоттер Т. Уотер-третий (в эпизоде Once Upon a Time[англ.])
- 2000 — Верующие в мечты: История The Monkees[англ.] / Daydream Believers: The Monkees' Story — Дон Киршнер
- 2000 — За гранью возможного / The Outer Limits — Иезекииль / Дэниел Фарадей (в эпизоде Final Appeal)
- 2001 — Всё объясняет сестра Мэри[англ.] / Sister Mary Explains It All — Алоизий Бенхайм
- 2002 — Сумеречная зона / The Twilight Zone — Чарли Стикни (в эпизоде Mr. Motivation)
- 2003 — За камерой: Запрещённая история сериала «Трое — это компания»[англ.] / Behind the Camera: The Unauthorized Story of Three's Company — Джей Бернштейн[англ.]
- 2003 — Секс в большом городе / Sex and the City — Вилли (в эпизоде To Market, to Market[англ.])
- 2003 — Лас-Вегас / Las Vegas — Джулиан Кербис (в эпизоде Donny, We Hardly Knew Ye[англ.])
- 2003 — Сваха / Miss Match — Лукас (в эпизоде Kate in Ex-tasy)
- 2003 — Доброе утро, Майами[англ.] / Good Morning, Miami — Кен (в эпизоде With Friends Like These, Who Needs Emmys?)
- 2003—2015 — C.S.I.: Место преступления / CSI: Crime Scene Investigation — Дэвид Ходжес[англ.], техник-лаборант (в 247 эпизодах)
- 2004 — За камерой: Запрещённая история сериала «Ангелы Чарли»[англ.] / Behind the Camera: The Unauthorized Story of Charlie's Angels — Джей Бернштейн
- 2004 — Западное крыло / The West Wing — Терри Андерс (в эпизоде The Hubbert Peak)
- 2005 — Медиум / Medium — Алан (в 2 эпизодах[англ.])
- 2005 — Умерь свой энтузиазм / Curb Your Enthusiasm — мужчина в ванной (в эпизоде The End[англ.])
- 2009 — Детектив Монк / Monk — Стив ДеУитт (в эпизоде Mr. Monk and the Dog[англ.])
- 2013 — До смерти красива / Drop Dead Diva — Лестер Таттл (в 2 эпизодах)
- 2015 — Касл / Castle — доктор Ван Хольцман (в эпизоде Hollander's Woods)
- 2015 — Без обязательств / Casual — Иэн (в пилотном эпизоде)
- 2015 — Королевы крика / Scream Queens — мистер Патни (в эпизоде The Final Girl(s))
- 2016 — Майк и Молли / Mike & Molly — Роберт (в эпизоде Cops on the Rocks)
- 2016 — Я — зомби / iZombie — доктор Алан Бенуэй (в эпизоде He Blinded Me… With Science)
- 2016 — Закон и порядок: Специальный корпус / Law & Order: Special Victims Unit — Том Меткалф, охранник кампуса, насильник-обманщик (в эпизоде Imposter)
- 2016 — Роузвуд / Rosewood — Дункан Джекотт (в эпизоде Eddie & the Empire State of Mind)
- 2017 — Анатомия страсти / Grey's Anatomy — доктор Стив Корридан (в эпизоде Who Is He (And What Is He to You)?)
- 2017 — Сомнение / Doubt — Гаррисон Вайсс (в эпизоде Where Do We Go From Here?)
- 2017 — Охота / Manhunt — Луис Фри (в эпизоде Publish or Perish)
- 2017 — Мыслить как преступник / Criminal Minds — мистер Икс (в эпизоде Killer App)
- 2017 — Хорошее поведение / Good Behavior — Стивен (в эпизоде You Could Discover Me[англ.])
- 2017 — Лонгмайер / Longmire — Брайан О'Кин (в 2 эпизодах[англ.])
- 2018 — Смертельное оружие / Lethal Weapon — Чарли Блам (в эпизоде Ruthless)
- 2018 — Детство Шелдона / Young Sheldon — доктор Эдвард Пилсон (в эпизоде A Research Study and Czechoslovakian Wedding Pastries)
- 2018 — Мой ужин с Эрве / My Dinner with Hervé — Аарон Спеллинг
- 2018 — Смертельное влечение[англ.] / Heathers — мистер Сойер (в 6 эпизодах)
- 2019 — Вероника Марс / Veronica Mars — секретарь суда (в эпизоде Years, Continents, Bloodshed)
- 2019 — Пацаны / The Boys — доктор Дамьен Ходжмен (в эпизоде The Female of the Species)
- 2019 — Бесстыдники / Shameless — доктор Тайсон (в 2 эпизодах)
- 2019 — 9-1-1 / 9-1-1 — Брайан (в эпизоде Malfunction)
- 2019 — Ради всего человечества / For All Mankind — Гарольд Вайснер, администратор НАСА (в 5 эпизодах)
- 2020 — Ординатор / The Resident — Джон Коппл (в эпизоде The Flea)
- 2020 — Я никогда не… / Never Have I Ever — Рон Хансен-Бхаттачаръя (в эпизоде …felt super Indian)
- 2020—2021 — Мамаша / Mom — Джерри (в 3 эпизодах)
- 2021 — Операция «Варсити Блюз»: Университетский скандал в США[англ.] / Operation Varsity Blues: The College Admissions Scandal — Гордон Каплан (док.)
- 2021 — В ритме жизни[англ.] / Physical — Огги Картрайт (в эпизоде Let's Get Together)
- 2021 — н. в. — C.S.I.: Вегас / CSI: Vegas — Дэвид Ходжес (в 4 эпизодах)

В роли самого себя
- 1998 — Шоу Рози О’Доннелл[англ.] / The Rosie O'Donnell Show (в 1 выпуске)
- 1998 — Поздно вечером с Конаном О’Брайаном[англ.] / Late Night with Conan O'Brien (в 1 выпуске[англ.])
- 1999 — Рискуй! / Jeopardy! (в 1 выпуске)
- 1999 — Голливудские квадраты[англ.] / Hollywood Squares (в 5 выпусках)
- 2012 — Пирамида / Pyramid (в 5 выпусках)

### Озвучивание
- 1994 — Жизнь с Луи / Life with Louie — полицейский (в эпизоде A Christmas Surprise for Mrs. Stillman)
- 1998—2000 — Пеппер Энн[англ.] / Pepper Ann — Уэйн Макабр (в 3 эпизодах[англ.])
- 1999 — Дикая семейка Торнберри / The Wild Thornberrys — Свен (в эпизоде Pal Joey[англ.])
- 1999—2000, 2002 — Мишн Хилл / Mission Hill — Энди Френч (в 13 эпизодах)
- 2000 — Сказочные истории для всех детей[англ.] / Happily Ever After: Fairy Tales for Every Child — принц Бобби / рыба (в эпизоде The Frog Princess)
- 2000 — Базз Лайтер из Звёздной команды[англ.] / Buzz Lightyear of Star Command — разные роли (в 2 эпизодах)
- 2006 — Бэтмен / Batman — Бэзил Карло / Глиняное Лицо-второй[англ.] (в эпизоде Clayfaces)
- 2008 — Бэтмен: Отважный и смелый / Batman: The Brave and the Bold — Орм / Хозяин Океана (в эпизоде Evil Under the Sea!)
- 2008 — Бен-10: Инопланетная сила / Ben 10: Alien Force — разные роли (в эпизоде Inside Man[англ.])
- 2009 — Гленн Мартин / Glenn Martin, DDS — доктор Гэри Росс (в эпизоде Mom Dated THAT Guy?[англ.])
- 2013—2014 — Берегитесь Бэтмена[англ.] / Beware the Batman — Анархия / второстепенные персонажи (в 7 эпизодах)
- 2014 — Бесконечное лето Эй Джея[англ.] / AJ's Infinite Summer — Дэнни / охранник

### Прочие работы
- 2000 — Салон Вероники[англ.] / Veronica's Closet — режиссёр эпизода Veronica's Clips
- 2010 — C.S.I.: Место преступления / CSI: Crime Scene Investigation — сценарист эпизода Field Mice[англ.]